# BullionVault
BullionVault（ブリオンボールト）は、個人投資家を対象に金・銀・プラチナ・パラジウム地金現物取引のオンラインサービスを提供する英ベンチャー企業である。

## 概要
このサービスでは、まず、同社がロンドンの専門市場の会員として、金地金を購入する。その金地金の所有権をシステム上で1g単位に小分けにし、顧客にネット販売する。顧客は購入した所有権を、同社もしくは顧客同士と、同社のネット市場で24時間、好きな時に売買できる。金地金は1本12.5kgの金塊のまま各市場の専門市場で認可されている保管会社が貯蔵。そのため、従来金地金の個人販売で発生していた小型の地金製造費用、小売価格と買取価格の差であるスプレッド費用、輸送費などコストを、上乗せする必要がない。売値、買値は顧客自身が提示することができ、市場原理が働く中で、価格はスポット価格により近づくこととなる。ブリオンボールトは手数料として、取引金額の最小0.05％から最大0.5％と、年間0.12％の金地金保管料を徴収する。
BullionVault（ブリオンボールト）は、Galmarley Limitdの商号であり、Galmarley Limitedは、イギリスで2003年10月設立された。同社の設立者であるポール・タスティンは、通貨の歴史、金取引の方法などを含む金に関する無料の情報サイトwww.galmarley.comを開発し、現在も提供している。ここへ寄せられたフィードバックを基に、ブリオンボールトのビジネスモデルは構築された。それは、費用対効果の高い金地金専門市場を個人投資家もアクセス可能なものとすることだった。

## 沿革
- 2003年10月　Galmarley LtdがBullionVault（ブリオンボールト）サービスを企画開発するために設立される[4]。
- 2005年 3月　BullionVault（ブリオンボールト）サイトが立ち上げられる[5]。
- 2008年 9月　ロンドン貴金属市場協会（英語版）の正式会員となる[6]。
- 2009年 4月　英国女王賞を革新部門で受賞[7]。
- 2010年 6月　世界の主要金鉱山会社によって構成される非営利団体ワールド・ゴールド･カウンシル（英語版）の関連会社であるGold Bullion Investment Trust（GBIT）と、主要株主がロスチャイルド家であるRIT Capital Partnersが運営するグロースファンドAugmentum Fintech plcから出資を受ける[8]。
- 2011年英サンデー・タイムズ紙の「Fast Track 100（速い成長をしている非上場企業100社）」と「Top Track 250（中規模非公開企業トップ250社）」にランクされる。
- 2013年4月に英国女王賞を国際取引部門で受賞。
- 2017年3月にワールド・プラチナム・インベストメント・カウンシルのオンライン・プラチナ地金投資保管のパートナーに選ばれる。
- 2022年4月に英国女王賞を国際取引部門で受賞。